# عمرو أبو ستة
عمرو أبو ستة هو أحد مؤسسين كتائب الشهيد أحمد أبو الريش.
ولد الشهيد أبو ستة عام 1972م، في مخيم خان يونس وتربى في أزقة وشوارع المخيم ودرس في مدارس وكالة غوث وتشغيل اللاجئين، حيث انتمى إلى حركة 'فتح' منذ نعومة أظفاره، وتزامن ذلك مع اندلاع الانتفاضة الكبرى 1987 - 1994م، حيث شارك في فعالياتها بكل قوة وتمكن بعد عامين من اندلاعها من قتل أحد المستوطنين اليهود طعنا بالسكاكين في داخل مستوطنة نفيه دكاليم القريبة من مخيمه، وأصبح مطلوبا لقوات الاحتلال.
ومع هذه العملية النوعية لأبي ستة بدأ مشواره العسكري، حيث كانت قد تأسست في ذلك الوقت خلايا 'صقور فتح' الذراع العسكري لحركة 'فتح'، والتي شارك معها في تنفيذ العديد من العمليات الفدائية ضد قوات الاحتلال، وكانت له صولات وجولات مع تلك القوات التي كانت لا تزال تحتل القطاع وجنودها منتشرون في شوارعه وأزقته.
ومع توقيع اتفاق أوسلو بين منظمة التحرير الفلسطينية بدأت بعض الشخصيات الفلسطينية تروج لإيجاد حل لقضية المطلوبين الفلسطينيين لاسيما أبناء حركة 'فتح'، وذلك من خلال تسليم أسلحتهم مقابل تأمين الحماية لهم وعدم تعرض قوات الاحتلال لهم تحضيرا للمرحلة القادمة، وهي دخول السلطة الفلسطينية وإعادة انتشار قوات الاحتلال حول قطاع غزة.
وكان الشهيد أبو ستة ورفيقه أبو الريش ممن اقتنعوا بهذا الطرح ووافقوا على هذا الأمر، ولكن الدولة العبرية كانت ترفض مثل أبو ستة في الاتفاق لإنهاء مطاردة الفدائيين من أبناء فتح كون (يديه ملطخة بدماء الصهاينة حسب توصيف الدولة العبرية، حيث ذهب أبو الريش وعدد من زملائه للقاء الحاكم العسكري الصهيوني في خان يونس من أجل إنهاء هذا الأمر، وقد تم ذلك وتم الاتفاق على عدم تعرض قوات الاحتلال لهم، وبعد عودة أبو الريش إلى منزله في مخيم خان يونس، كونه أصبح غير مطارد بعد أن أمّن لكلام الحاكم العسكري، دهمت المنزل قوة صهيونية خاصة، حيث كان أبو ستة وشاب ثالث معه وباغتتهم حيث استشهد أبو الريش، فيما تمكن أبو ستة آنذاك من الاشتباك مع تلك القوات والانسحاب من المكان.
كم كنت وفياً، يا عمرو، في حياتك، وحارساً لأمنيات الراحلين، من رفاقك، الذين شبّوا معك، على طوق النجاة والحرية، ونشأوا على العشق الصوفي، لفلسطين على التخوم، وفي الأحزمة الأكثر فقراً وخطراً.
من حول المخيمات المعذبة، اخترت ميدانك، فارساً يُغافل يقظته الدائمة، ليغفو، ثم يختطف نفسه، من أي نوم، ليصحو على أي حدث أو واجب. كبيراً كنت ونبيلاً، عندما أذبت كل الأوقات والليالي، من حياتك، وحياة من معك، لكي تظل لدماء الشهيد، لعَناتها المديدة، على الغُزاة والقتلة المحتلين، ولكي تكون للوصية، حروفها النابضة، مع دقات القلوب، ولكي يظل أحمد أبو الريش، في هذا السياق، حاضراً بقوة!!!
لم يكن يتصور الشهيد عمرو أبو ستة الذي نجا من عملية الاغتيال التي استهدفته والشهيد أحمد أبو الريش عام 1993م، أن الكتائب التي سيؤسسها باسم رفيق دربه 'أبو الريش' ستظل تقارع الاحتلال وسيظل قائدا لها حتى عام 2004م، حيث استشهد الخميس 29 يوليو، في عملية اغتيال استهدفته، وأحد مساعديه.
وكان الشهيد أبو ستة 32عاماَ قائد ومؤسس كتائب أبو الريش برفقة الشهيد أبو الريش أحد القادة العسكريين لحركة 'فتح' والذي كان وافق على مبادرة لإنهاء مطاردتهم وتسليم أسلحتهم بعد توقيع اتفاق أوسلو في أيلول سبتمبر1993م، حينما باغتتهم وحدات صهيونية خاصة حيث اغتالت أبو الريش، فيما اشتبك أبو ستة معهم وتمكن من الفرار مع شاب آخر، وكان ذلك في نهاية عام 1993م.
أدى استشهاد أبو الريش بعد أن عاد من لقائه مع القائد العسكري لمنطقة خان يونس من أجل إنهاء مطاردتهم في ذلك الوقت إلى غضب كبير في صفوف أبناء فتح العسكريين لا سيما في مدينة خان يونس مسقط رأس أبو الريش وأبو ستة الذي قرر الثأر لرفيقه أبو الريش بتأسيس كتائب تحمل اسم رفيقه كتائب الشهيد أحمد أبو الريش، تضم في عضويتها كل من اقتنع بأن اتفاق أوسلو لن يحقق الأمن والأمان لهم، وعليهم مواصلة عملياتهم ضد قوات الاحتلال حتى لو كان ذلك يتعارض مع منهج الحركة الأم 'فتح' التي تربوا في أحضانها، والعمود الفقري للسلطة الفلسطينية ومنظمة التحرير التي وقعت اتفاق أوسلو.
ووصف رئيس الوزراء الإسرائيلي آرائيل شارون أبو ستة بالقول 'إننا نسعى وراءه منذ سنوات بوصفه مرتكب أشد عمليات القتل وحشية، رحمك الله ايها البطل القائد عمرو ابوسته واسكنك فسيح جناته المجد والخلود للشهداء الابرار والخزى والعار للخونه والمتئمريين
كان الحصار يشتد على الأهل في بيت حانون في صيف العام 2004م، والأمة صامتة، والمسلمون لا يحركون ساكناً، أما عمرو ورفيق دربه الذي لازمه رحلة الكفاح زكي أبو زرقة فكان لهما رأي آخر، كانا يجوبان كل مكان بحثاً عن وسيلة لتخفيف العبء والمعاناة عن الصامدين في أقصى الشمال من قطاع غزة، وكانا يحضران لمسيرة حاشدة تضامناً مع المعذبين هناك، هكذا كان عمرو دوماً، كان لا يغمض له جفن إذا ما استشعر معاناة الناس وهمومهم، كان يمثل فكر القيادة حتى دون أن يتعامل معها نظرياً، فالآلاف منا يتدربون على مهارات القيادة دون أن يتوفروا على الحد الأدنى من «الكاريزما» اللازمة لأداء هذه الرسالة الجماهيرية، أما عمرو فكان كاريزما تدب على الأرض، كان يتمتع بجاذبية طاغية تجعلك تحبه وتحن إلى صحبته منذ اللحظة الأولى، يشترك في ذلك المثقف والعامّي، النخبوي والعادي، الأستاذ الجامعي وبائع الخضروات، كانت لعمرٍ لغة تجد تأثيرها ووقعها في نفوس الناس دون تجميل أو مبالغة.
وفي صبيحة يوم 29.7.2004م، كان عمرو ورفيقه على موعد مع القدر، فقد كانوا في طريق عودتهم إلى خان يونس قادمين من قلعة الجنوب رفح بعد أن أنجزوا مهمة جهادية، ذات طابع إنساني تتعلق بالترتيبات الأخيرة للتحرك الجماهيري في جنوب القطاع تضامناً مع شماله المحاصر، وأطلقت عليهم الطائرات الصهيونية صواريخها الجبانة، في معركة غير متكافئة، ليحزن الوطن ويلبي عمرو النداء، وترتقي روحه الطاهرة ورفيقه المجاهد إلى حيث المستقر والموعد في علّيين، هناك حيث لا تعب ولا نصب، ويستريح هذا الجسد الذي لم يذق للراحة طعماً وهو يُعمل في أعداء الله قتلاً، فقد عاش عمرو عيشة الأبرار الأطهار، عاش زاهداً في كل مباهج الدنيا، متصوفاً قانعاً بما قدره الله عز وجل من مقادير، فنال رضا ربه ومحبة شعبه، واستحق أن يكتب اسمه بأحرف من نور في سجل الخالدين.